# Callicebus olallae
Espèce
Statut de conservation UICN

 EN B1ab(ii,iii,v) : En danger
Statut CITES
Callicebus olallae est un primate du sous-ordre des Haplorrhini et de la sous-famille des Callicebinae.

## Répartition
Cette espèce est endémique de la Bolivie.
Cette espèce est endémique de la zone de la rivière Yacuma.
Sa répartition entre dans celle de Callicebus modestus.

## Population
Population en chute.
Callicebus olallae subit beaucoup la chasse ; la population a totalement disparu de certaines régions :
- Petaca.
- La Laguna.

## Écologie et habitat

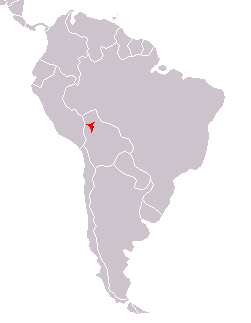
Répartition

Callicebus olallae vit surtout dans les forêts tropophiles et les forêts galeries.
Callicebus olallae vit surtout en petits groupes monogames et familiaux, de 2 à 22 individus. Callicebus olallae est frugivore.

## Menaces et conservation
À cause de la perte de la forêt tropicale, comme beaucoup d'autres espèces vivant dans cette zone, Callicebus olallae est en danger. Les différents élevages comme ceux du bétail sont aussi impliqués dans les menaces pour Callicebus olallae.
Les divers feux de prairies qu'ils soient naturels ou humains sont aussi impliqués dans les menaces pour Callicebus olallae.
Les divers projets de routes qui entraineraient une déforestation sont aussi impliqués dans les menaces pour Callicebus olallae.
Apparemment, la présence de primates sympatriques comme Saimiri peut aussi être une menace pour Callicebus olallae.
Le callicebus olallae est une des dix-huit espèces de primates néotropiques incluse entre 2000 et 2020 dans la liste des 25 espèces de primates les plus menacées au monde (incluse en 2018).